# Lia Clark
Rhael Lima de Oliveira (Santos, 15 de fevereiro de 1992), mais conhecido como Lia Clark, é um cantor, compositor e drag queen brasileiro. Tornou-se nacionalmente conhecido no ano de 2016 ao lançar a música "Trava Trava". Por ser considerada a primeira drag queen do universo do funk brasileiro, Lia foi classificada pela imprensa como uma pioneira no segmento no país.

## Biografia
Rhael Lima de Oliveira nasceu em 15 de fevereiro de 1992 em Santos, sendo criado em um bairro periférico da cidade, no qual começou a ter contato com o funk e outros ritmos das comunidades. Durante a infância sofreu preconceito de colegas de escola e familiares por se comportar de uma forma feminina, longe dos padrões tidos como masculinos, sendo que na adolescência compreendeu sua homossexualidade. Em 2010 ingressou no curso de Engenharia de Produção pela Escola Superior de Administração, Marketing e Comunicação de Santos, no qual se formou em 2013. Após formar-se começou a trabalhar em uma empresa de importação e exportação em sua cidade natal. Na mesma época descobriu o universo drag queen e vestir-se como tal. Em 2014 passou a trabalhar paralelamente como DJ em boates noturnas da baixada santista como drag queen, adotando o nome de Lia Clark, tornando-se conhecida por comandar festas de funk carioca e intitulada informalmente como a "drag queen do funk".

## Carreira
No início de 2016, a artista decidiu lançar-se na carreira musical com o single "Trava Trava", em parceria com o produtor Pedrowl. Rapidamente, a canção alcançou grande visibilidade nas plataformas de streaming, chegando a segunda posição das canções mais virais do mundo no Spotify, e no Youtube, com o videoclipe sendo visualizado mais de 30 mil vezes apenas no dia do lançamento. "Nunca imaginei que atingiria as pessoas do Brasil inteiro", afirmou a artista, que lançou a canção sem pretensões. O videoclipe de "Trava Trava" lhe rendeu uma menção honrosa no festival colombiano Bogotá Music Video Festival, enquanto o sucesso da canção levou Lia a embarcar na turnê "Trava Trava Tour" durante 2016. Com o sucesso do single, a demanda pelo trabalho de Clark rapidamente cresceu, e a artista tornou-se uma das expoentes do movimento drag funk no Brasil.

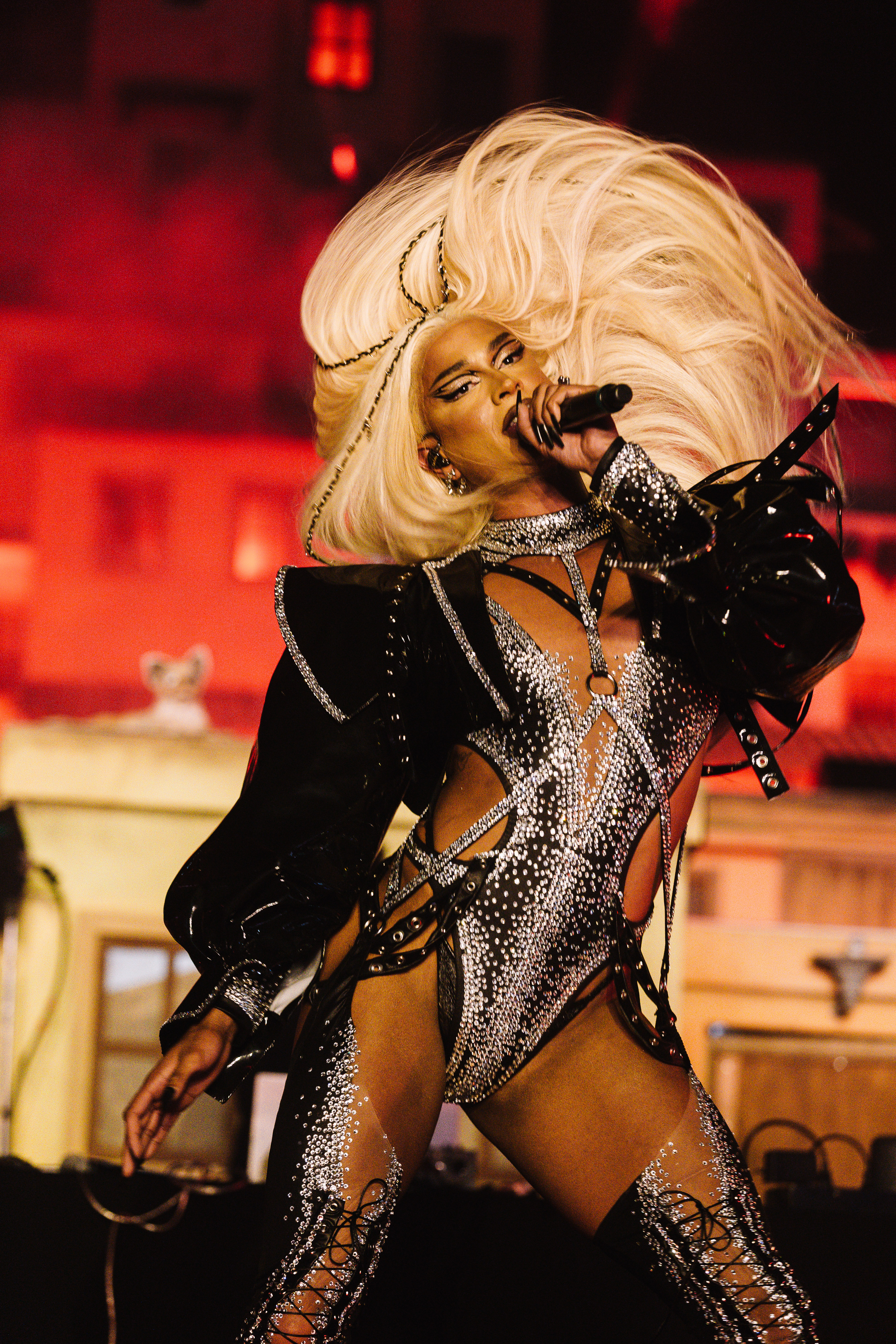
Lia Clark levou o funk para o Rock in Rio 2022 com show no Espaço Favela.

Em setembro de 2016, a cantora lançou seu primeiro EP, intitulado "Clark Boom", que conta com 7 canções. O show de lançamento do EP ocorreu em outubro, e imediatamente estendeu-se em uma turnê nacional. A cantora também abriu o show da Banda Uó, no mesmo mês. No final do ano, Clark foi listada pela MTV como uma das 10 revelações da música nacional. Em janeiro de 2017, Clark lançou o videoclipe do single "Chifrudo" em parceria com a funkeira Mulher Pepita. Logo no mês seguinte, o alcance e a popularidade do vídeo renderam à artista uma parceria com a marca de cosméticos Avon com a criação do "Baile de Boneca", um bloco de Carnaval inspirado no clipe de "Chifrudo". O evento, que visa a divulgação da linha de maquiagem "Mark", foi realizado em 25 de fevereiro na cidade de São Paulo.
Em julho de 2017, Lia Clark postou o videoclipe de "Boquetáxi" em seu canal do YouTube. O video causou polêmica por seu conteúdo picante e recebeu uma restrição de idade, onde apenas maiores de 18 anos poderiam assistir. A restrição tirou o video do #1 dos vídeos em alta do YouTube e irritou Lia, que reclamou de homofobia e machismo, já que "vários cis heteros postam musicas assim e não sofrem restrição". Um dia após a reclamação de Lia, o sistema tirou a restrição de "Boquetáxi".

## Características musicais
Lia citou como sua principal influência a rapper estadunidense Nicki Minaj, tendo ainda outras referências como Britney Spears e Dev, além das brasileiras Valesca Popozuda, Anitta e Kelly Key.

## Discografia

### Álbuns de estúdio
| Álbum      | Detalhes                                                                                               |
| ---------- | --- |
| É da Pista | - Lançamento: 22 de novembro de 2018 - Formatos: Download digital, streaming - Gravadora: Independente |

| LIA (pt.1) | - Lançamento: 03 de fevereiro de 2022 - Formatos: Download digital, streaming - Gravadora: Independente |

### Extended plays(EPs)
| Álbum                       | Detalhes                                                                                        |
| --------------------------- | ----------------------------------------------------------------------------------------------- |
| Clark Boom                  | - Lançamento: 29 de setembro de 2016 - Formatos: EP, download digital - Gravadora: Independente |
| Estúdio Showlivre (Ao Vivo) | - Lançamento: 3 de março de 2017 - Formato: Download digital - Gravadora: Independente          |

### Singles
Como artista principal
| Canção                                                    | Ano  | Álbum      |
| --------------------------------------------------------- | ---- | ---------- |
| "Trava Trava"                                             | 2016 | Clark Boom |
| "Clark Boom"                                              | 2016 | Clark Boom |
| "Chifrudo" (part. Mulher Pepita)                          | 2017 | Clark Boom |
| "Tome Curtindo" (Brabo Remix) (part. Pabllo Vittar)       | 2017 | Clark Boom |
| "Boquetáxi"                                               | 2017 | Clark Boom |
| "Tipo de Garota"                                          | 2018 | É da Pista |
| "Q.M.T."                                                  | 2018 | É da Pista |
| "Bumbum no Ar" (part. Wanessa Camargo)                    | 2018 | É da Pista |
| "Tu Aguenta" (part. Dj Thai)                              | 2018 | É da Pista |
| "Taca Raba" (part. PANKADON)                              | 2019 | É da Pista |
| "Terremoto" (part. Gloria Groove)                         | 2019 | É da Pista |
| "Nude"                                                    | 2020 | É da Pista |
| "Eu Viciei" (part. Pocah)                                 | 2021 | Lia (pt.1) |
| "Sentadinha Macia"                                        | 2021 | Lia (pt.1) |
| "VRAU"                                                    | 2022 | Lia (pt.1) |
| "P*P! (tu fez do jeito que eu queria)" (part. MC Naninha) | 2022 | Lia (pt.1) |
| "Sereia" (part. PABLLO VITTAR)                            | 2023 | Lia Clark  |

Como artista convidada
| Canção                                                      | Ano  | Álbum                         |
| ----------------------------------------------------------- | ---- | ----------------------------- |
| "Berro" (Heavy Baile part. Lia Clark e Tati Quebra-Barraco) | 2017 | Carne de Pescoço              |
| "Lento" (Kika Boom part. Lia Clark)                         | 2018 | Não adicionado à nenhum álbum |
| Boneca Safadinha (Kaya Conky part. Lia Clark)               | 2018 | Sabe que vai pt. 2            |
| "Movimentá" (Jaloo part. Lia Clark)                         | 2019 | feat. (pt.1)                  |
| "Som Legal" (Kika Boom part. Lia Clark)                     | 2020 | Kikadão Vol. 1                |
| "Surra" (Bianca part. Lia Clark)                            | 2022 | FACES                         |
| "Talento" (Favela Lacroix part. Lia Clark)                  | 2022 |                               |

### Singlespromocionais
| Canção                 | Ano  | Álbum                         |
| ---------------------- | ---- | ----------------------------- |
| "Ceia (Vem Papá Noel)" | 2016 | Não adicionado à nenhum álbum |

### Outras aparições
| Canção        | Ano  | Outro(s) artista(s)                         | Álbum                        |
| ------------- | ---- | ------------------------------------------- | ---------------------------- |
| "Ele é o Tal" | 2017 | Pabllo Vittar, Laura Taylor e Rodrigo Gorky | Vai Passar Mal / I Am Pabllo |

### Vídeos musicais
| Título                                 | Ano  | Diretor(es)                                 |
| -------------------------------------- | ---- | ------------------------------------------- |
| "Trava Trava"                          | 2016 | Gabriel Riccieri                            |
| "Clark Boom"                           | 2016 | Alexandre Mortágua                          |
| "Chifrudo"                             | 2017 | Gabriel Riccieri                            |
| "Boquetáxi"                            | 2017 | Gabriel Riccieri                            |
| "Berro"                                | 2017 | Ana Paula Paulino, Cauã Csik e Cherry Rocha |
| "Tipo de Garota"                       | 2018 | Rodrigo de Carvalho                         |
| "Q.M.T."                               | 2018 | Os Primos                                   |
| "Lento"                                | 2018 | Nathália Mendes                             |
| "Bumbum No Ar"                         | 2018 | Felipe Sassi                                |
| "Tu Aguenta"                           | 2018 | Gabriel Riccieri                            |
| "Taca Raba"                            | 2019 | Gabriel Riccieri                            |
| "Terremoto"                            | 2019 | Felipe Sassi                                |
| "Nude"                                 | 2020 | Gabriel Riccieri                            |
| "Eu Viciei"                            | 2021 | Felipe Sassi                                |
| "Sentadinha Macia"                     | 2021 | Gabriel Riccieri                            |
| "VRAU"                                 | 2021 | Leo Ferraz                                  |
| "P*P! (tu fez do jeito que eu queria)" | 2022 | Vitin Allencar                              |
| "Sereia"                               | 2023 | Vitin Allencar                              |

## Turnês
- Turnê Trava Trava (2016)
- Clark Boom Tour (2016–2018)
- É da Pista Tour (2019–2020)
- LIA CLARK ON TOUR (2021–2023)
- THE CLARK TOUR (2023 - presente)

## Prêmios e indicações
| Ano  | Prêmio                | Categoria       | Trabalho  | Resultado |
| ---- | --------------------- | --------------- | --------- | --------- |
| 2021 | MTV Millennial Awards | Orgulho do Vale | Lia Clark | Venceu    |